# Công viên quốc gia Bory Tucholskie
Công viên quốc gia Bory Tucholskie (tiếng Ba Lan: Park Narodowy "Bory Tucholskie") là một công viên quốc gia ở Ba Lan, được ra đời vào ngày 1 tháng 7 năm 1996. Nó có diện tích 46,13 kilômét vuông (17,81 dặm vuông Anh) của rừng, hồ, đồng cỏ và than bùn. Công viên nằm ở phía bắc Ba Lan, thuộc quận Chojnice ở Pomeranian Voivodeship, ở chính giữa khu rừng Tuchola lớn nhất ở Ba Lan. Nó được bao quanh bởi một khu vực được bảo vệ lớn hơn được gọi là Công viên cảnh quan Zaborski. Công viên tạo thành lõi của Khu dự trữ sinh quyển rừng Tuchola, được UNESCO xác định vào năm 2010.

## Khu vực
Đề xuất đầu tiên quy định rằng công viên quốc gia sẽ rộng 130 km2, nhưng sau khi thảo luận với chính quyền địa phương, người ta đã quyết định rằng biên giới sẽ chỉ bao gồm khu vực của Suối Bảy Hồ (Struga Siedmiu Jezior). Đất rừng được đưa vào vườn quốc gia thuộc về nhà nước (không thuộc về cá nhân). Rừng, đồng cỏ và vùng đất than bùn là một phần của Khu bảo tồn rừng Rytel và các hồ nước đã được quản lý bởi Cơ quan Đất nông nghiệp.

## Đặc điểm
Khu vực của rừng Tuchola được định hình bởi sông băng Scandinavi; Phần lớn, nó được bao phủ bởi đồng bằng cát. Những đồng bằng này được đa dạng hóa bởi cồn cát và hồ. Các hồ dài và hẹp, tạo ra các kênh, trong đó dài nhất là 17 km. Đất trong công viên có chất lượng kém.
Có hơn 20 hồ trong công viên, một số trong số chúng còn nguyên sơ, nước trong vắt (ví dụ: Gacno Wielkie và Male, Nierybno, Gluche). Khoảng 25 loài cá có thể được tìm thấy ở đây cùng với hải ly châu Âu.
Công viên quốc gia là thiên đường cho các loài chim - có 144 loài, bao gồm sếu và cú đại bàng. Biểu tượng của công viên - cá mú gỗ - cho đến gần đây là phổ biến trong khu vực, đặc biệt là ở Khu rừng của Klosnowo. Bây giờ, chính quyền của vườn quốc gia, có kế hoạch giới thiệu lại loài chim này. Một phần đặc biệt quan trọng của hệ động vật là dơi: một số loài phát triển mạnh trong công viên.

## Du lịch
Hầu hết các trung tâm du lịch quan trọng của Tuchola rừng nằm ở các hồ Charzykowskie và Karsinskie. Trong những năm gần đây, du lịch nông trại đã trở nên phổ biến, ví dụ, ở làng Swornegacie. Sông Brda là một con đường chèo thuyền kayak.
Charhotowy nổi tiếng là nơi ra đời của hội chèo thuyền trong nước Ba Lan. Hồ Charhotowy cung cấp các điều kiện chèo thuyền tốt vào mùa hè và mùa đông. Có những con đường mòn dành cho xe đạp cho phép khách du lịch làm quen với các điểm tham quan của Tuchola Forest. Hơn nữa, Rừng Tuchola được cắt ngang bởi những con đường mòn đi bộ - trong số đó có Đường mòn Kaszubski từ Chojnice đến Wiela.